# William Cavendish
För andra betydelser, se William Cavendish (olika betydelser).
William Cavendish, född 1505, död 25 oktober 1557 var en engelsk hovman som blev en av Thomas Cromwells "klosterbesökare" då kung Henrik VIII lade beslag på den katolska kyrkans egendomar i slutet av 1530-talet i samband med Klosterupplösningen. Cavendish blev ganska rik genom sin del av detta.

## Biografi
William Cavendishs första två hustrur avled och efterlämnade honom två döttrar. 1547 gifte han sig med Bess av Hardwick. Han sålde sina ägor i Suffolk och flyttade till Bess hemcounty Derbyshire. Han köpte godset Chatsworth 1549 och paret började bygga Chatsworth House 1553. Under sitt tioåriga äktenskap hann de få åtta barn, varav sex överlevde spädbarnsåren. En av dessa, Elizabeth, ingick ett kontroversiellt äktenskap med earlen av Lennox. Några av William och Bess ättlingar blev hertigar av Devonshire och andra hertigar av Newcastle. Deras barnbarn Arabella Stuart gjorde anspråk på Englands tron 1603.
Under regeringstiden av Maria I av England publicerades en välvillig biografi över kardinal Thomas Wolsey ur en av hans närmastes perspektiv, den som tagit emot kung Henriks meddelande om Wolseys död. I århundraden ansågs William Cavendish ha varit dess författare, men numera anser historiker att det ska ha varit hans äldre bror George Cavendish (1500 - omkring 1562) som skrivit den.